# Brachycyttara griseus
Brachycyttarus griseus (tên tiếng Anh: Grass Bagworm) là một loài bướm đêm thuộc họ Psychidae. Nó là loài bản địa của south-Đông châu Á, bao gồm Việt Nam, Malaysia, Sabah và Philippines, nhưng được du nhập vào Guam và Hawaii.